# The Bird of Music
Albums de Au Revoir Simone
Verses of Comfort, Assurance & Salvation
(2005)
The Bird of Music est le second album du groupe Au Revoir Simone, sorti le 5 mars 2007 chez Moshi Moshi Records.

## Liste des titres
| No  | Titre                         | Durée |
| --- | ----------------------------- | ----- |
| 1.  | The Lucky One                 | 4:30  |
| 2.  | Sad Song                      | 4:07  |
| 3.  | Fallen Snow                   | 3:45  |
| 4.  | I Couldn'T Sleep              | 2:31  |
| 5.  | A Violent Yet Flammable World | 5:01  |
| 6.  | Don'T See The Sorrow          | 4:30  |
| 7.  | Dark Halls                    | 3:26  |
| 8.  | Night Majestic                | 3:00  |
| 9.  | Stars                         | 2:58  |
| 10. | Lark                          | 4:19  |
| 11. | The Way To There              | 6:49  |